# Divina Pastora (paroisse civile)
Pour les articles homonymes, voir Divina Pastora.
Divina Pastora est l'une des trois divisions territoriales et statistiques dont l'une des deux paroisses civiles de la municipalité de Guanarito dans l'État de Portuguesa au Venezuela. Sa capitale est Morrones.